# Выльгурт (Игринский район)
Выльгурт — деревня в Игринском районе Удмуртской республики.

## География
Находится в центральной части Удмуртии на расстоянии приблизительно 19 км на северо-восток по прямой от районного центра поселка Игра на левом берегу реки Лоза.

## История
Первое упоминание деревни было в 1932 году. До 2021 года входила в состав Зуринского сельского поселения.

## Население
В 2002 и 2012 году постоянное население не было зафиксировано.